# Neo-Byzantijnse architectuur

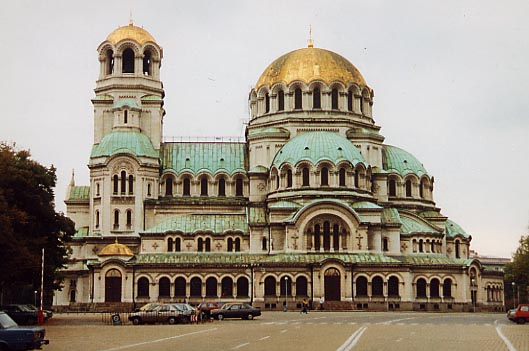
De Alexander Nevski-kathedraal, een voorbeeld van neo-Byzantijnse architectuur

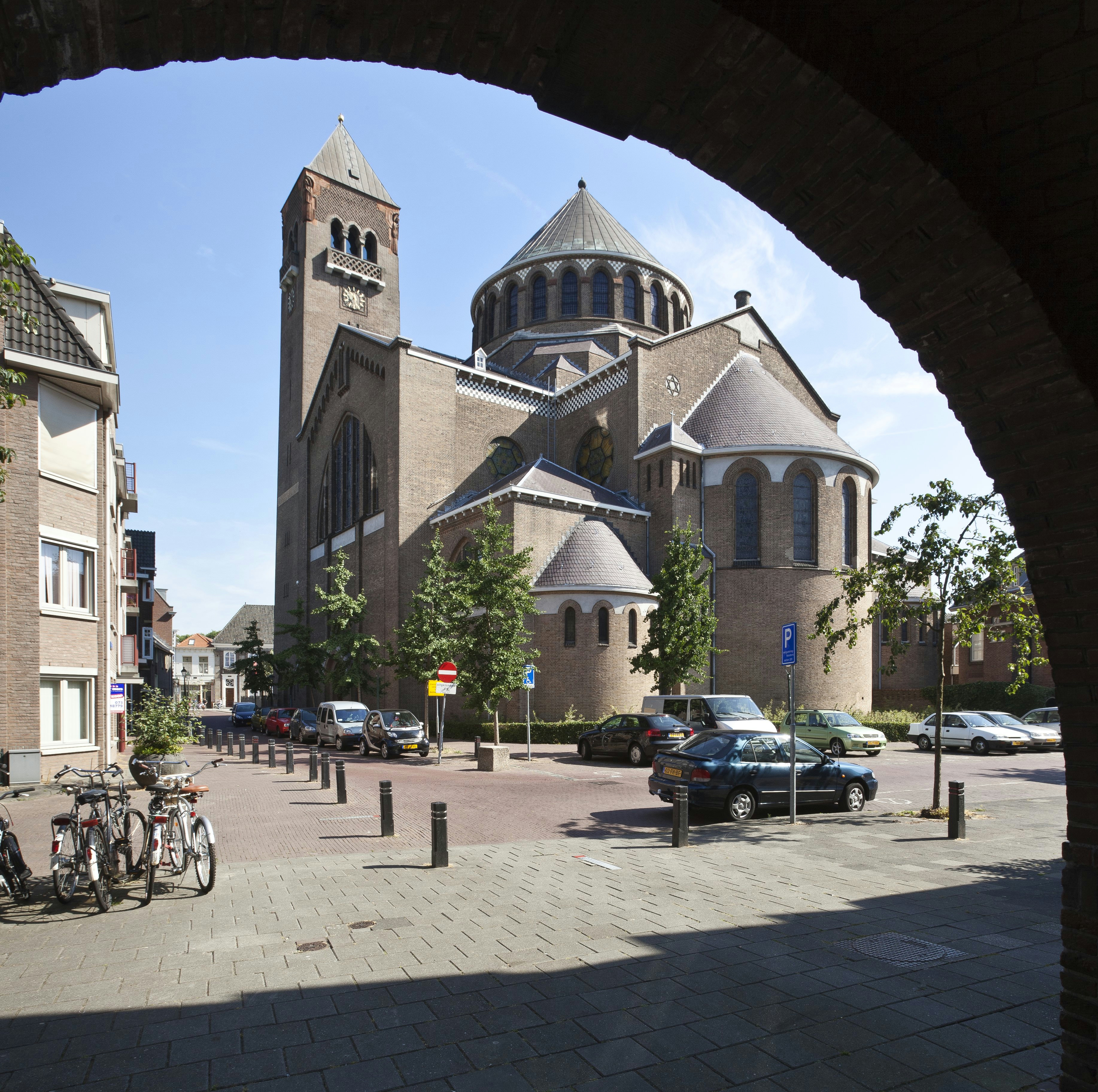
De Sint-Jacobskerk in 's-Hertogenbosch

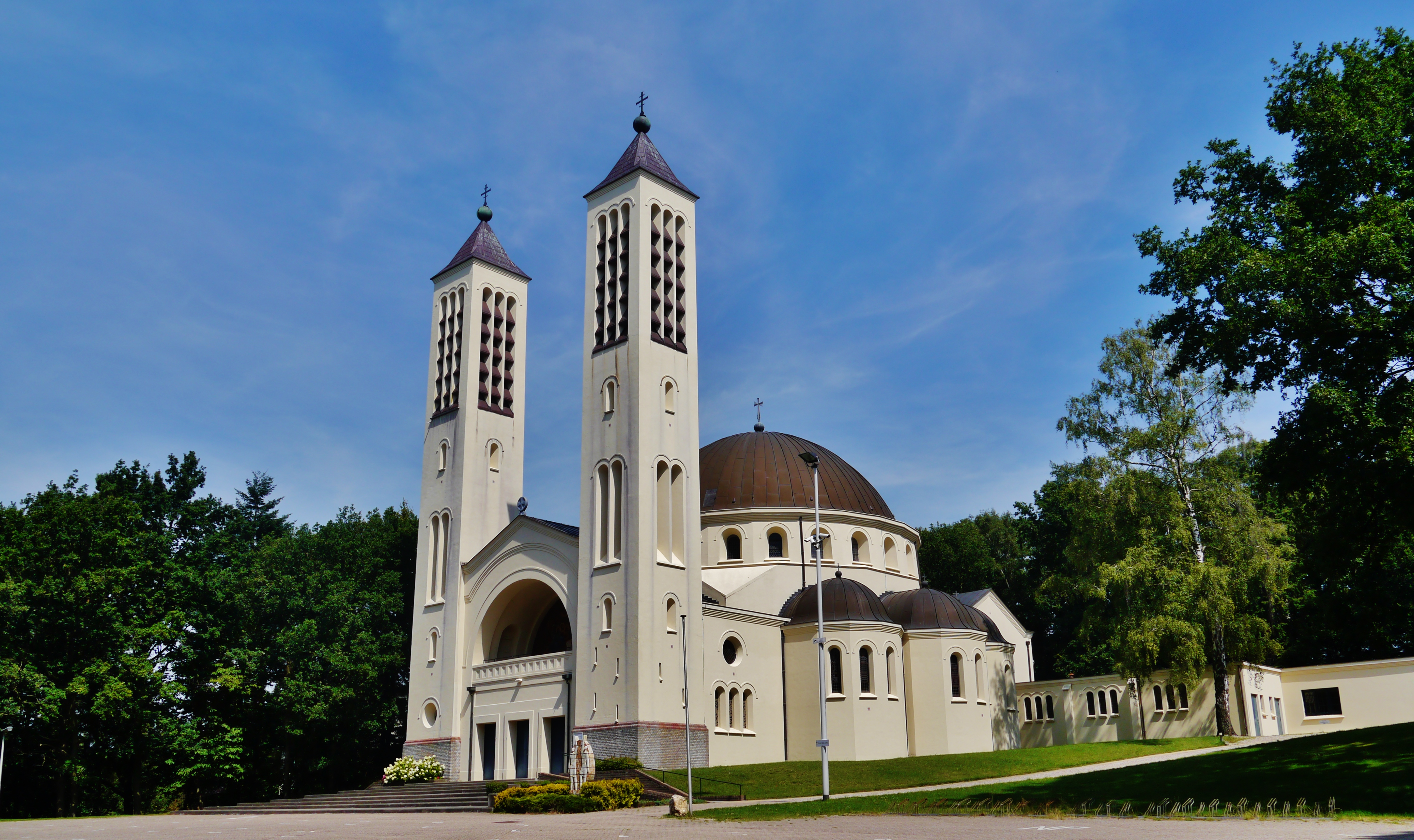
De Cenakelkerk in de Heilig Landstichting

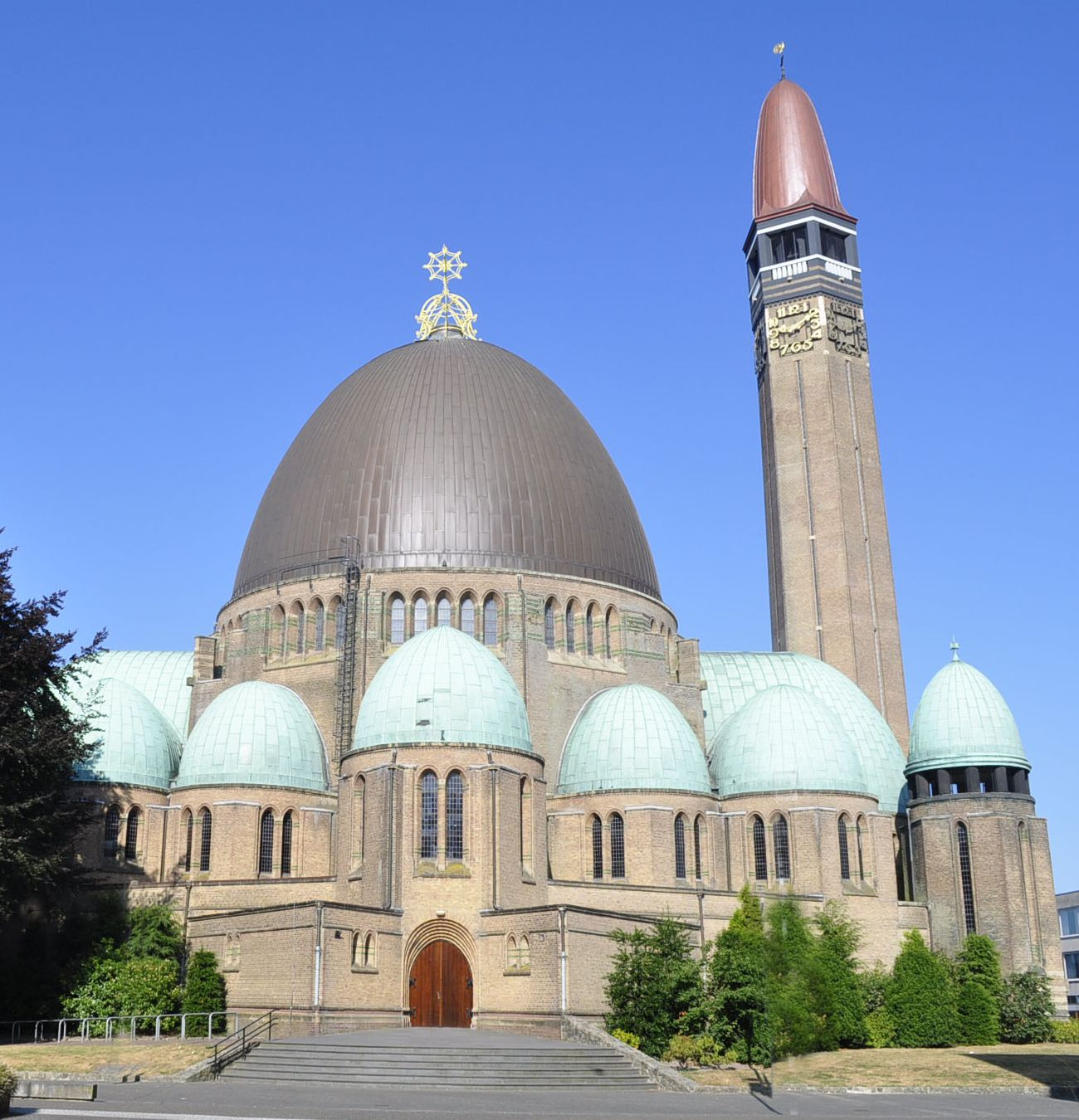
De Sint-Jan de Doper in Waalwijk

De neo-Byzantijnse architectuur is een herleving van de vroegchristelijke bouwkunst. Deze was populair rond het einde van de 19e eeuw en het begin van de 20e eeuw en dan vooral in het oosten van Europa en Rusland. Een van de bekendste architecten die deze stijl toepaste was de Rus Konstantin Thon.
Voorbeelden van de neo-Byzantijnse architectuur zijn de Alexander Nevski-kathedraal in de Bulgaarse hoofdstad Sofia en de Kathedraal van Monaco. Ook in Slot Neuschwanstein zijn veel elementen uit deze stijl terug te vinden.
In Nederland zijn vooral een aantal rooms-katholieke kerken van Jan Stuyt in neo-Byzantijnse stijl gebouwd, zoals de Sint Jacob in 's-Hertogenbosch, de Cenakelkerk in de Heilig Landstichting en de Sint-Jan de Doper in Waalwijk.
In België is de Onze-Lieve-Vrouwekerk in Sint-Niklaas een voorbeeld van een gebouw dat neo-Byzantijns geïnspireerd is. In Antwerpen vindt men de Sint-Laurentiuskerk (1932-1941), een ontwerp van architect Jef Huygh.